# 长果婆婆纳
长果婆婆纳（学名：Veronica ciliata）为車前草科婆婆纳属下的一个种。

## 扩展阅读
- 維基物種上的相關：长果婆婆纳